# Storr Island
Storr Island är en ö i Australien. Den ligger i delstaten Western Australia, omkring 2 000 kilometer nordost om delstatshuvudstaden Perth. Arean är 22,1 kvadratkilometer. Den sträcker sig 6,9 kilometer i nord-sydlig riktning, och 7,0 kilometer i öst-västlig riktning.
Omgivningarna runt Storr Island är huvudsakligen savann. Trakten runt Storr Island är nära nog obefolkad, med mindre än två invånare per kvadratkilometer. Savannklimat råder i trakten. Genomsnittlig årsnederbörd är 1 896 millimeter. Den regnigaste månaden är februari, med i genomsnitt 493 mm nederbörd, och den torraste är augusti, med 1 mm nederbörd.